# Filosofia da economia
A filosofia da economia, também chamada filosofia econômica, epistemologia econômica ou mesmo (de forma um tanto imprópria) metodologia econômica, refere-se ao campo de interação entre filosofia e economia. Trata dos fundamentos e das questões teóricas, antropológicas, éticas e políticas da economia, entendida como a totalidade de todas as ações e sistemas por meio dos quais são criados, acumulados ou trocados bens materiais, serviços e meios de pagamento destinados a  suprir as necessidades da existência humana.

## Origens
Desde os seus primórdios, o pensamento econômico esteve profundamente entrelaçado com questões filosóficas. Os primeiros pensadores econômicos mais importantes, de Aristóteles a Adam Smith e John Stuart Mill, também foram principalmente filósofos. Embora a revolução marginalista e o surgimento da economia neoclássica no final do século XIX tenham contribuído para a constituição da economia como uma "ciência separada", com poucas interações com outras ciências sociais e com a filosofia, muitos dos grandes economistas do século XX também tinham interesse em questões filosóficas. Keynes, Hayek, Sen ou Myrdal são exemplos representativos de economistas ilustres que também fizeram contribuições em vários domínios da filosofia e cujo trabalho econômico foi amplamente informado por percepções filosóficas. Todavia, no século XX, parece ter havido um declínio progressivo no interesse dos economistas por questões filosóficas, bem como pela história da economia. Mais recentemente, verifica-se, nos meios acadêmicos, uma renovação do interesse acerca da interseção entre economia e filosofia. Essa renovação é também científica, com muitas contribuições em que a análise econômica aparece mesclada a reflexões filosóficas no tratamento de questões socioeconômicas contemporâneas, como, por exemplo, aquecimento global, desigualdades econômicas e pobreza, envelhecimento e saúde.

## Conceito
Não há, de fato, um consenso estabelecido, entre os acadêmicos, com relação à natureza e ao conteúdo precisos da interseção entre economia e filosofia.
Hands  considera que a literatura sobre filosofia da economia pode ser dividida em duas áreas:  metodologia econômica (que conecta a economia e filosofia da ciência) e economia e ética (ou filosofia moral). Ambas as áreas  podem eventualmente sobrepor-se de maneira significativa. 
Campagnolo e Gharbi, na introdução da coletânea Philosophie économique - Un état des lieux, sugerem que a filosofia da economia deve ser vista como a união de três áreas parcialmente sobrepostas:  filosofia moral/política e economia política; filosofia da ação e teoria da decisão; filosofia da ciência e metodologia econômica. 
Hausman propõe uma partição semelhante, no verbete "Philosophy of Economics" da Stanford Encyclopedia of Philosophy. Segundo  o autor, a filosofia da economia trata de questões relativas (a) à escolha racional, (b) à avaliação de resultados, instituições e processos econômicos e (c) à ontologia dos fenômenos econômicos e às possibilidades de adquirir conhecimento sobre eles. Embora essas questões se sobreponham de várias maneiras, o autor propõe dividir a filosofia da economia em três temas que podem ser considerados, respectivamente, como ramos da teoria da ação, da ética (ou filosofia social e política normativa) e da filosofia da ciência e epistemologia. As teorias econômicas da racionalidade, do bem-estar e da escolha social defendem teses filosóficas que muitas vezes são informadas pela literatura filosófica. 
A economia é de especial relevância para os interessados em epistemologia e filosofia da ciência, tanto por suas peculiaridades quanto porque tem muitas das características das ciências naturais, embora trate de fenômenos sociais.
Há uma interação antiga entre economia e filosofia da ciência por meio do que é frequentemente chamado (de forma um tanto imprópria) de "metodologia econômica". A metodologia econômica, na verdade, não trata apenas de metodologia, mas também da natureza dos objetos econômicos (ontologia) e do tipo de conhecimento que podemos ter sobre eles (epistemologia). Vários economistas clássicos do século XIX, a exemplo de John Stuart Mill e John Neville Keynes,  preocuparam-se muito com questões de metodologia econômica nesse sentido mais abrangente. Atualmente, as contribuições para a metodologia econômica vêm principalmente de filósofos e incluem uma grande variedade de temas -  desde a forma como o conhecimento econômico é produzido, por meio de práticas de modelagem, até questões metodológicas relacionadas ao surgimento da economia experimental.
Por fim, embora os economistas tenham, há muito tempo, interesse  em questões relacionadas ao conceito de racionalidade, a relação entre a economia (incluindo a teoria da decisão formal e a teoria dos jogos) e a filosofia da ação (na qual se pode incluir a filosofia da mente) tem sido historicamente mais fraca. Isso pode ser devido ao fato de os economistas se terem baseado essencialmente em instrumentos formais para caracterizar o comportamento racional, sem se interessar pelas questões filosóficas subjacentes, como, por exemplo, o status ontológico dos estados intencionais (preferências, crenças) que são modelados pela teoria da escolha na economia. Isso mudou significativamente desde a década de 1980, especialmente em relação a duas "revoluções" significativas nos estudos econômicos: por um lado, a introdução  da teoria dos jogos na economia levou os economistas a desenvolverem relatos sofisticados de racionalidade em contextos estratégicos. As decisões em interações estratégicas exigem, notadamente, que o tomador de decisões seja capaz de ter uma representação dos estados intencionais dos outros - uma questão fortemente relacionada aos debates da filosofia da mente. Por outro lado, a crescente influência da economia comportamental levou a reconsiderar tanto a suposição positiva da racionalidade quanto os requisitos normativos do que é considerado um comportamento racional. Isso deu início a um vigoroso debate sobre o papel das abordagens comportamentais na economia, abrangendo as três áreas de filosofia da economia.
Embora muitas outras divisões possam ser propostas, a característica principal e constitutiva da filosofia da economia é a existência de perspectivas recíprocas e transversais da economia e da filosofia sobre objetos que pertencem a uma ou a ambas as disciplinas. Alguns estudiosos adotam uma perspectiva histórica que vincula fortemente a filosofia da economia à história da economia e à filosofia. Outros consideram que a principal função da filosofia da economia é esclarecer e avaliar criticamente as práticas dos economistas. Por fim, a filosofia da economia, também pode oferecer, por meio da teoria econômica, novos insights sobre questões antigas filosóficas.

## Programas de estudo
Algumas universidades oferecem diplomas conjuntos que combinam filosofia, política e economia. Esses graus cobrem muitos dos problemas que são discutidos em filosofia e economia, mas são interpretados de forma mais ampla. Um pequeno número de universidades, notadamente a London School of Economics, Universidade de Edimburgo, a Erasmus Universiteit Rotterdam, Copenhagen Business School, a Universidade de Viena e a Universidade de Bayreuth oferecem programas de mestrado especializados em filosofia da economia.